# برود
برود (بالفارسية: برود) هي قرية تقع في قسم قلندرآباد الريفي (مقاطعة فريمان) في إيران. يقدر عدد سكانها بـ 60 نسمة بحسب إحصاء 2016.